# Portlandia glacialis
Portlandia glacialis är en musselart som först beskrevs av Gray 1828.  Portlandia glacialis ingår i släktet Portlandia och familjen Yoldiidae. Inga underarter finns listade i Catalogue of Life.